# Parc national de Mrugavani
Le parc national de Mrugavani est situé dans l'État de l'Andhra Pradesh en Inde.